# Yvan Pestalozzi
Pour les articles homonymes, voir Pestalozzi.
Yvan Pestalozzi, né le 13 décembre 1937 à Glaris et mort le 3 juillet 2024, est un artiste plasticien suisse.

## Biographie
Ébéniste de formation, il est sculpteur indépendant depuis 1964. Il grandit dans les cultures française (mère) et germano-suisse (père). Après son apprentissage, il poursuit sa formation en autodidacte.
À la fin des années 2010, il fut atteint d'un cancer. Yvan Pestalozzi meurt le 3 juillet 2024 à l’âge de 86 ans.

## Œuvres

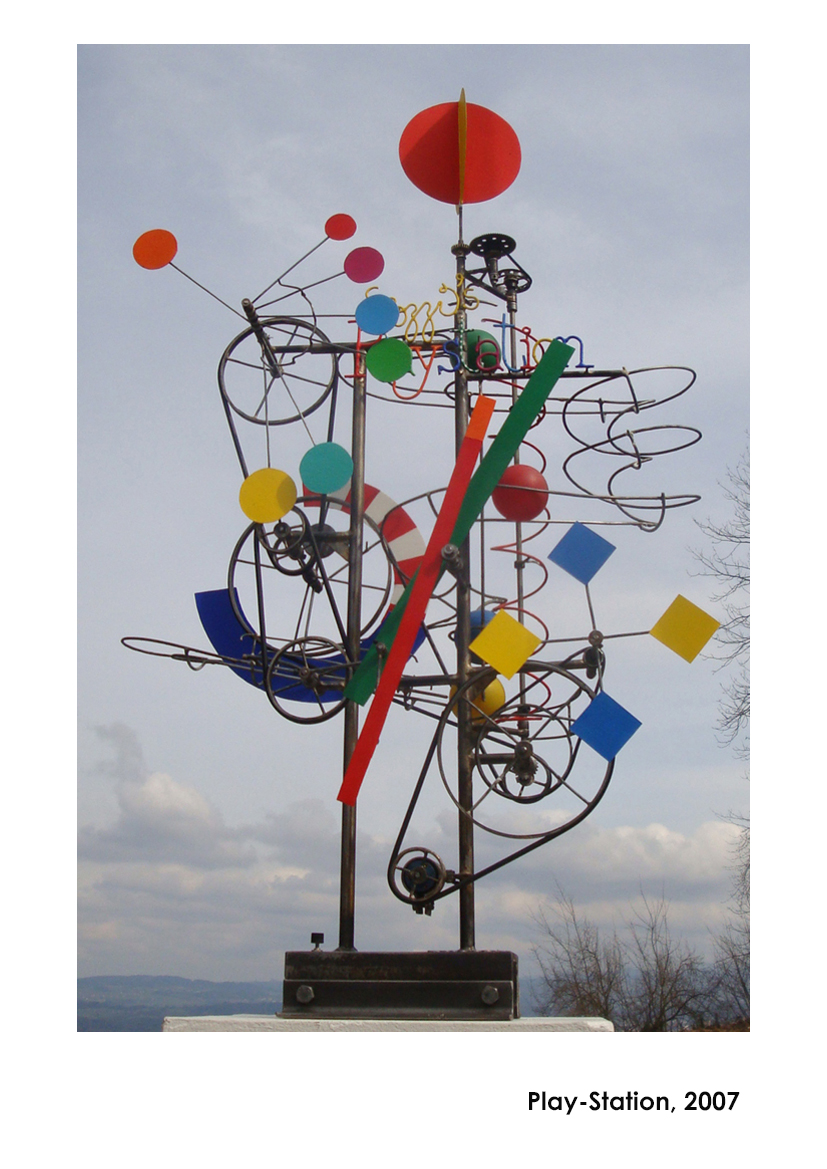
Play Station, 2007.

Ses sculptures en fer sont principalement faites de fil de fer et contiennent de nombreux éléments ludiques. Le mouvement et la surprise font toujours partie de l'œuvre d'art. Il donne à nombre de ses objets souvent cinétique des jeux de mots.